# Lentiscosa
Lentiscosa is een plaats (frazione) in de Italiaanse gemeente Camerota.